# Доходный дом Лапинского (Киев)
Готический замок доктора Лапинского (укр. Дом 60 на ул. О. Гончара) в Киеве — бывший доходный дом. Дом был построенный в стиле неоготика. В нач. ХХ. в., одном из любимых в среде киевской интеллигенции стиле.
Дом находится на ул. Олеся Гончара, недалеко от Ул. Ярослав вал — одной из исторических улиц Киева.

## Архитектура
Семиэтажный доходный дом расположен на возвышении, к которому ведет каскад лестниц с башенками и стенами. Здание было построено в 1908—1909 гг. и напоминает своим видом выстроенный на холме средневековый замок. Дом выстроен был с размахом, даже сухой ров и замковый мост у этого замка есть. Перед мостом был выстроен небольшой флигель, своим видом напоминающий барбакан, в готической архитектуре вынесенное вперед укрепление готического замка.

## Владелец
Профессор-невролог Михаил Никитич Лапинский (1862—1947 гг.) создал в начале XX века водолечебницу, в которой применил искусственные дозированные волны в водоёме, гидравлический ротаторный, проточный, подводный и надводный массажи.
В 1908 по 1918 год М. Н. Лапинский возглавлял кафедру неврологии медицинского факультета Университета св. Владимира. Наблюдая пациентов своей водолечебнице, он написал несколько научных работ.
В 1918 году он эмигрировал из Киева и поселился в Загребе, где создал и возглавил кафедру неврологии.
В настоящее время дом требует реставрации.

## Галерея

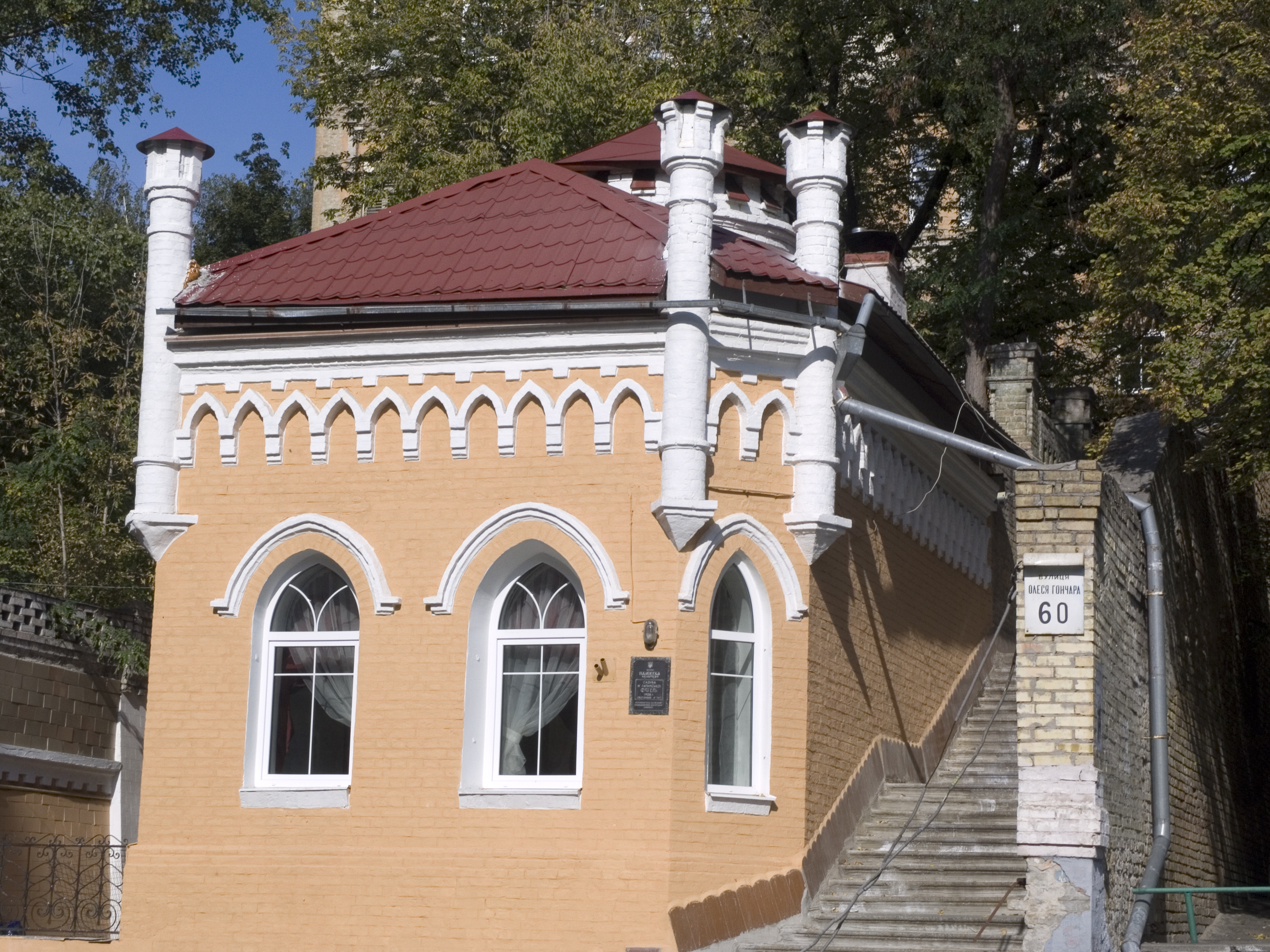
Дворницкая с круглой дозорной башней
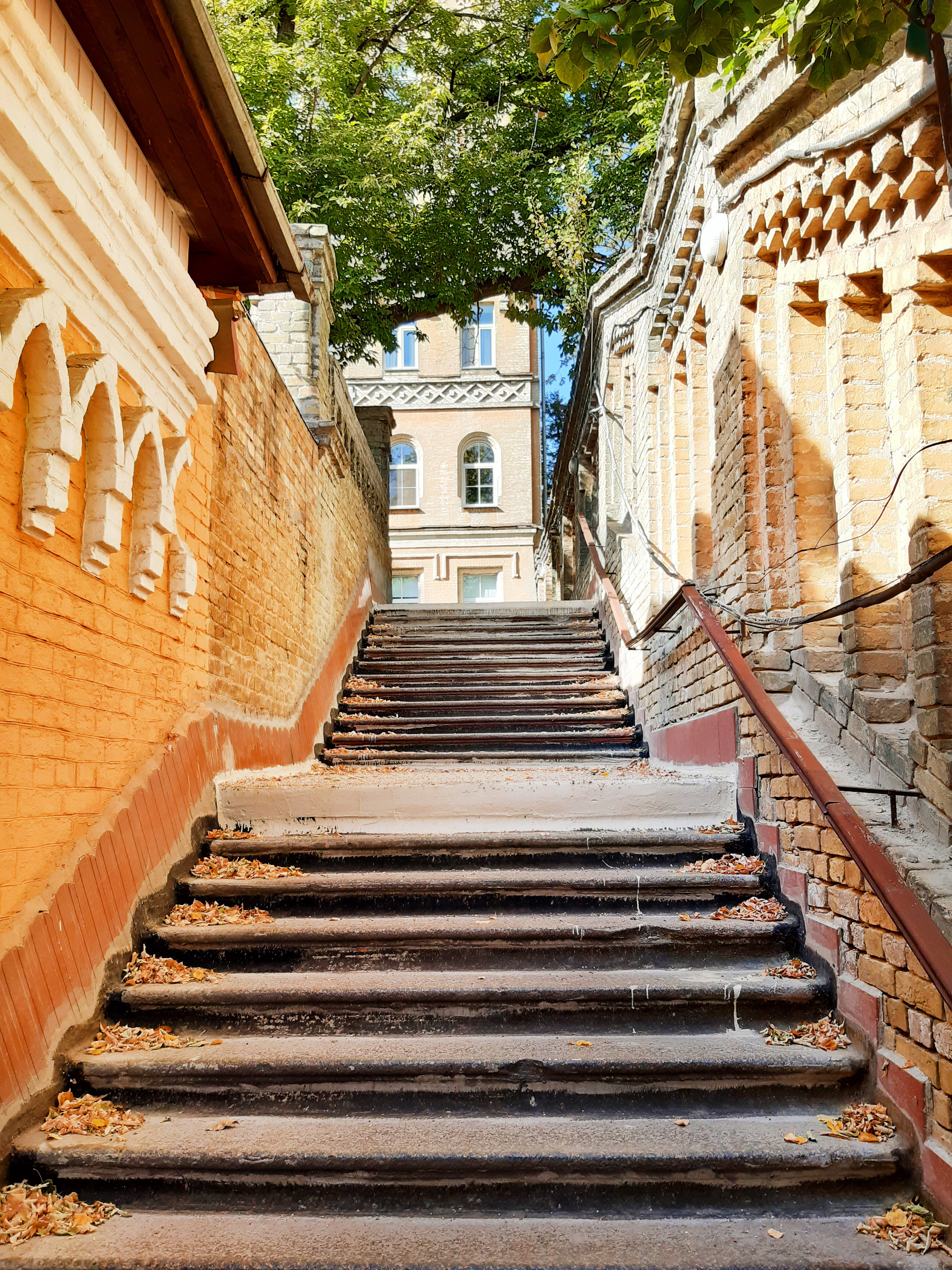
Каменная лестница
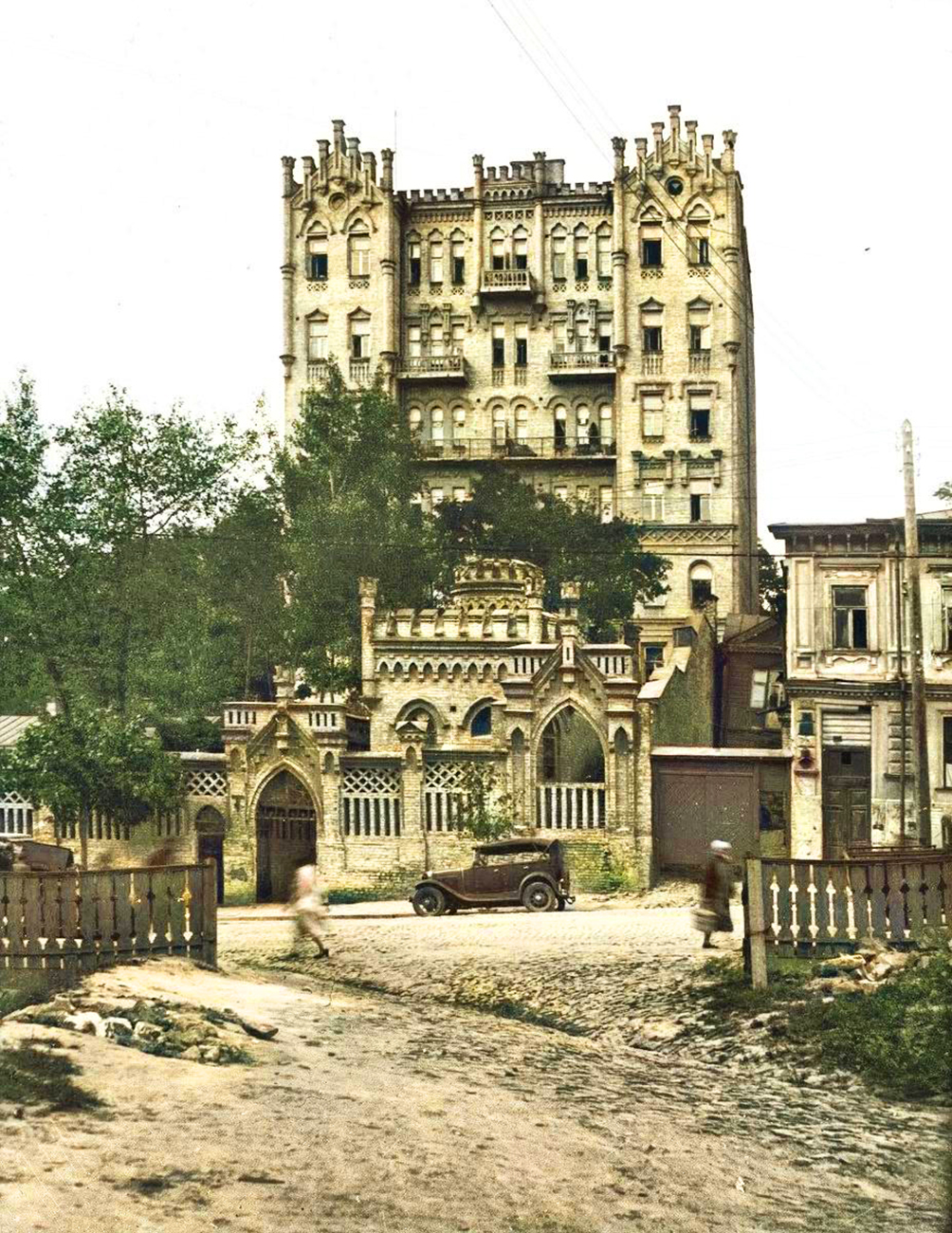
Доходный дом в 1930-е годы
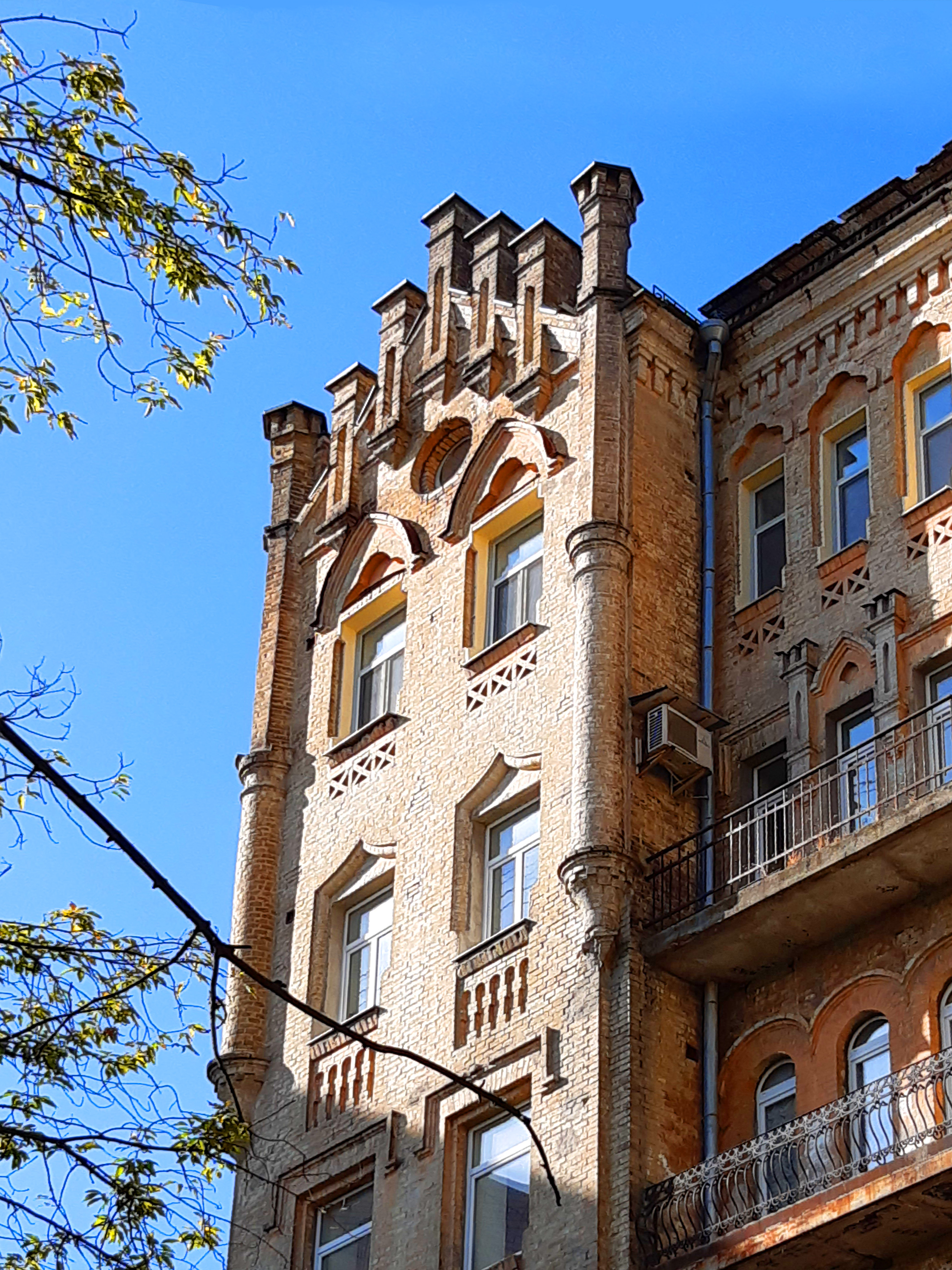
Щипец с пинаклями
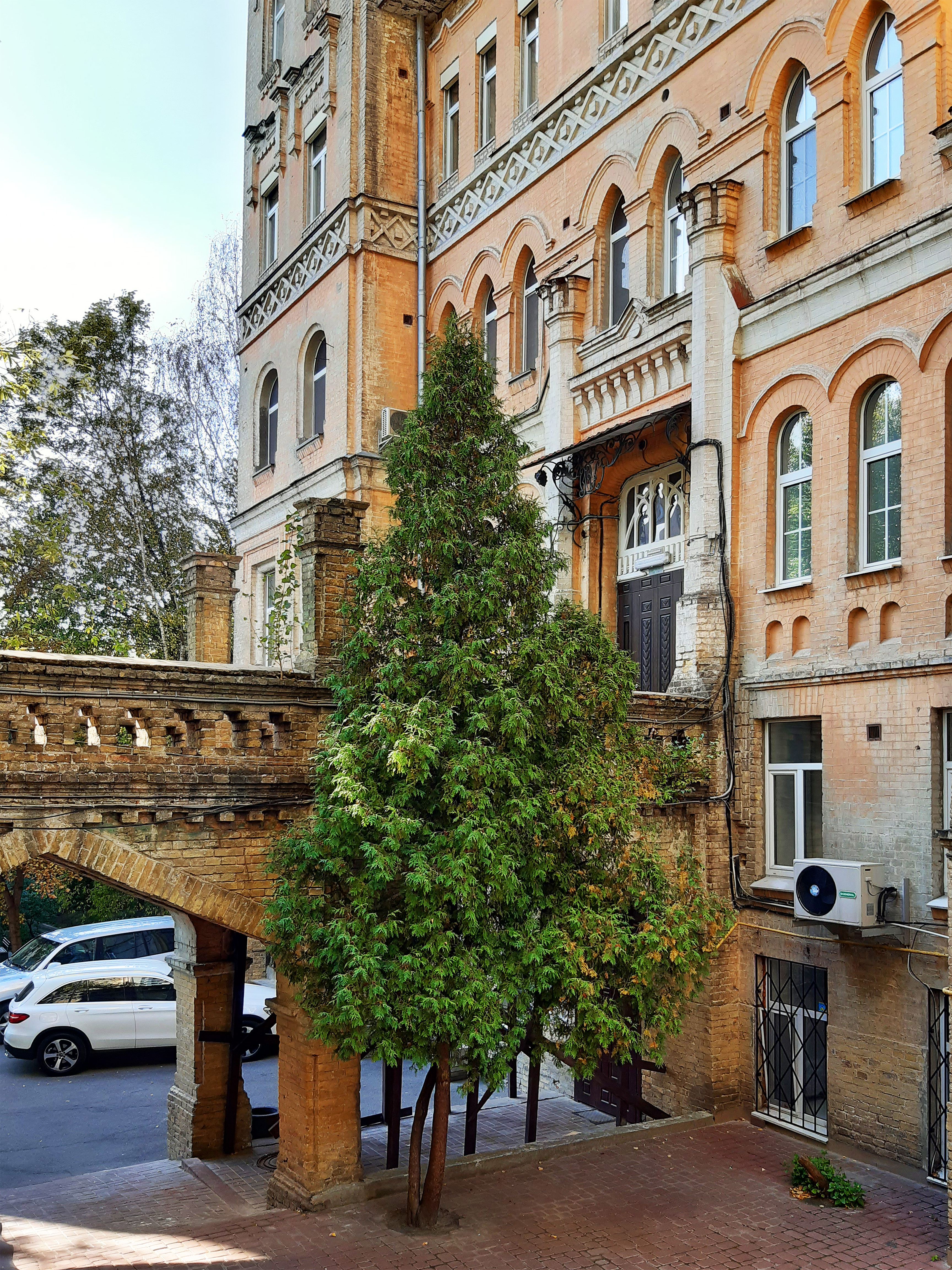
Мостик